# Свети Георги (Габрово)
Вижте пояснителната страница за други значения на Свети Георги.
„Свети Георги“ е късносредновековна българска църква, която се намира в благоевградското село Габрово, днес в Неврокопската епархия на Българската православна църква.

## Местоположение
Разположена е на десния бряг на река Габровска, в махалата Чандревица.

## Архитектура
Църквата е еднокорабна едноапсидна сграда с размери 5,40 m на 4,15 m. Стените ѝ са дебели 0,70 m. Храмът е изграден от речни и ломени камъни, които са споени с хоросан.